# Обидим
Обѝдим е село в Югозападна България. То се намира в община Банско, област Благоевград.

## География
Село Обидим се намира в Пирин, в близост до ски курорта Банско. Селото е на 1200 метра надморска височина. В землището на селото има общо 13 църкви, параклиси, иконостаси и един манастир.

## История
Селото е основано в началото на XIV век. Обидим в началото е представлявало множество махали раздалечени на километри една от друга. Поминъкът е бил предимно скотовъдство, като през зимата много от тях се местели със своите стада в Беломорието (по поречието на река Места и Струма и най-вече в южния дял на Родопите).
Като крупно селище Обидим се оформя в началото на XIX век, като махалите постепенно изчезват, а собствениците намират по-привлекателен живот в селото, където се намира и по настоящем. В 1842 година е построена църквата „Свети Николай“. В „Етнография на вилаетите Адрианопол, Монастир и Салоника“, издадена в Константинопол в 1878 година и отразяваща статистиката на населението от 1873 година Обидим (Obidim) е посочено като село със 185 домакинства и 430 българи.
В 1889 година Стефан Веркович („Топографическо-этнографическій очеркъ Македоніи“) отбелязва Обидим като село със 175 български къщи.
В 1891 година Георги Стрезов пише за селото:
| „ | Обидум, лежи на едно възвишение в Пирин. От Кремен 1 час на ЮИ. Поминък скотоводство. Църква и училище български, 47 ученика. Броят на къщите е 200, само българе. | “ |

В 1901 година войводата Иван Апостолов основава революционен комитет в двете съседни пирински села Обидим и Кремен, в който влизат Атанас Радонов, Георги К. Пандев, Христо (Ризо) К. Пандев, Димитър К. Пандев, Георги Т. Юсев, Георги Г. Москов, Ангел Димитров Павлов, Григор С. Каръков, Костадин И. Пандев, Георги Ст. Пръчков, Януш Хиджов, Никола Караджов, Георги Даскалов, Коста Даскалов, Георги Ущавалиев, Ризо С. Радулов (Калинков), Глигор Джаров, Кръстьо Пакларски, Иван Даков. Двете планински села, разположени над важния път, свързващ Разлога с Неврокопско, се оформят като важен център на ВМОРО.
Два месеца преди избухването на Илинденско-Преображенското въстание 200 кременци и обидимци са извикани за военно обучение в местността Изворето от Яне Сандански. Сформирани са две чети, огравени от кременците Благо Джуданов и Георги Москов, които, преследвани от властите, са принудени да станат нелегални и да влязат в четата на Копаран чауш.
На 13 септември/14 септември 1903 година край Обидим се провежда сражение между обединени чети на Вътрешната македоно-одринска революционна организация с османски войски по време на въстанието.
Пристигналата чета на Върховния комитет под командването на поручик Любомир Стоенчев, в която е и кременецът Иван Ф. Радулов, помага на избягалото в планината българско население да се изтегли в България. Населението е организирано в два потока – единият само от обидимци, а другият от кременци и обидимци, които след дълъг преход минават границата при Айгидик.
През 1908 – 1909 година селото има 220 български къщи с население 1050 души.
В рапорт до Иларион Неврокопски от 1909 година пише за Обидим:
| „ | С. Обидиш… То е разположено на високо място. Над него се издига Пирин. Има 220 къщи български с 1050 души народ. Селяните се занимават със земеделие и скотовъдство, а най-вече ходят работници из България и Света гора. През 1903 година селото е било изгорено, а хората избягали в България. Сега селото е доста възобновено, обаче има доста да се работи и гради. Между селяните има голяма беднотия. В същото няма добра вода, само няколко чешми – студени за пиене от хората, а после – на добитъка. Черковно-училищната община е бедна. Черквата и училището също са бедно подредени. Черквата е „Св. Никола“ и тя се възражда с подкрепата на възвръщащите се бежанци. | “ |

Селото е опожарено и по време на Балканската война в 1912 г. голяма част от населението се преселва в пределите на България – предимно в Чепино, Велинградско. Непосредствено след оттеглянето на турската войска част от населението отново се завръща. Селото започва своя възход като се изграждат множество нови къщи и населението взема дейно участие в обществено политическия живот – активно участва във войните 1912 – 1918 г. давайки десетки жертви.
В 1914 година е построена църквата на манастира „Свети Пантелеймон“.
Благодарение на създадената традиция от 70-те години на XX век, на всеки 5 години се провежда събор на Мачища поляна на 2 km от селото. Много от потомците на Обидим, пръснати по цялата страна, ежегодно провеждат родови срещи.

## Население

### Етнически състав
Преброяване на населението през 2011 г.
Численост и дял на етническите групи според преброяването на населението през 2011 г.:
|                     | Численост |
| Общо                | 84        |
| Българи             | 84        |
| Турци               | -         |
| Цигани              | -         |
| Други               | -         |
| Не се самоопределят | -         |
| Неотговорили        | -         |

## Култура
От Обидим е известното трио „Сестри Груеви“, което изпълнява народна музика в характерния местен двуглас.

## Личности
Родени в Обидим
- Благо Петров Шутин (1880 - след 1943), български революционер[16]
- Благо Сп. Кюлев, български революционер[16]
- Георги Ат. Байраков, български революционер[16]
- Димитър Сеизов (? – 1895), български революционер, войвода на Македонския комитет
- Димитър Пенков (1876 – 1925), български революционер
- Иван Кюлев (1872 – 1956), български фолклорист
- Илия Н. Клечаров, български революционер, деец на ВМОК[16]
- Харизан Г. Тотин, учител, ІІІ клас, 4 рота на 13 кукушка дружина. Награден с кръст „За храброст“.[17]